# Paul Bailey
Paul Bailey (Londra, 16 febbraio 1937 – Londra, 27 ottobre 2024) è stato uno scrittore, anglista e biografo britannico.

## Biografia
Paul Bailey frequentò la Sir Walter St. John's Grammar School for Boys a Battersea, Londra. Vinse una borsa di studio alla Central School of Speech and Drama nel 1953 e lavorò come attore tra il 1956 e il 1967, quando compì 30 anni. 
Dal 1967 si dedicò interamente alla letteratura divenendo uno scrittore indipendente e insegnando in diverse università anglosassoni, tra cui quella di Newcastle e quelle di Durham (1972–74).
Nel 1976 fu premiato con una borsa di studio, che gli consentì di viaggiare negli Stati Uniti, dove fu docente ospite di letteratura inglese presso la North Dakota State University (1977–79). Vinse il premio E. M. Forster nel 1974 e il premio George Orwell nel 1978 con il saggio The Limitations of Despair, inizialmente pubblicato dalla rivista The Listener. Bailey fu eletto membro della Royal Society of Literature nel 1999.
Tra i romanzi di Bailey figurano: Sorrida, cara... (1967), che è ambientato in una casa di riposo, e che vinse un Somerset Maugham Award e un Arts Council Writers' Award; Le confessioni di Peter Smart. Autobiografia di un attore fallito (1977); Gabriel's Lament (1986) e Sugar Cane (1993), un sequel di Gabriel's Lament. 
Kitty and Virgil (1998) è la storia della relazione tra una donna britannica e un poeta romeno in esilio. In Uncle Rudolf (2002) il narratore guarda alla sua vita piena di colori della giovinezza e al salvataggio da una probabile morte nella Romania fascista di suo zio, un talentuoso tenore lirico ed eroe eponimo del romanzo. 
Nel libro Chapman's Odyssey (2011) il personaggio principale, Harry Chapman, in un delirio indotto dalla morfina, incontra personaggi della letteratura, scrittori, amici deceduti e familiari, mentre è ricoverato, molto malato, in un ospedale di Londra. Nonostante la sua malinconia e la sua paura, Harry intrattiene gli infermieri recitando loro alcune delle sue poesie preferite, memorizzate in una vita di letture.
Il più recente libro di Bailey The Prince's Boy (2014) è, invece, una storia d'amore omosessuale malinconica che si svolge nell'arco di quarant'anni.
Bailey realizzò spettacoli per la radio e la televisione: At Cousin Henry's fu trasmesso nel 1964 e il suo adattamento di We Think the World of You di Joe Ackerley andò in onda alla televisione nel 1980. 
Tra i suoi libri di generi non fiction spiccano il volume di memorie intitolato Uno sbaglio immacolato (1990) e Three Queer Lives: An Alternative Biography of Naomi Jacob, Fred Barnes and Arthur Marshall (2001), una biografia di tre famosi personaggi dello spettacolo omosessuali del ventesimo secolo.
Bailey era conosciuto anche come critico letterario e collaboratore del quotidiano The Guardian; nel 2001 guidò una giuria "alternativa" tutta al maschile all'Orange Prize.

## Opere
- Sorrida, cara..., trad. di Paola Rosselli, 1970 (ediz. italiana), Rizzoli, pp.  – vincitore dell'Author's Club First Novel Award e del Somerset Maugham Award
- Trespasses (1970)
- A Distant Likeness (1973)
- Le confessioni di Peter Smart. Autobiografia di un attore fallito (Peter Smart's Confessions, 1977).
- Old Soldiers (1980)
- An English Madam: The Life and Work of Cynthia Payne (1982)
- Gabriel's Lament (1986)
- Uno sbaglio immacolato (An Immaculate Mistake: Scenes from Childhood and Beyond, 1990), trad. di Aldo Busi, 1990 (ediz. italiana), Garzanti, pp. 344.
- Sugar Cane (1993)
- The Oxford Book of London (1995)
- First Love (1997)
- Kitty and Virgil (1998)
- The Stately Homo: A Celebration of the Life of Quentin Crisp (2000)
- Three Queer Lives: An Alternative Biography of Naomi Jacob, Fred Barnes and Arthur Marshall (2001)
- Uncle Rudolf (2002)
- A Dog's Life (2003)
- Chapman's Odyssey (2011)
- The Prince's Boy (2014)